# Club Marte
El Club Marte del Barrio del Algodonal fue un equipo de fútbol que jugó en la Liga Amateur de Jalisco y que tuvo como sede el Barrio del Algodonal y el Oratorio San Luis en la ciudad de Guadalajara, Jalisco.

## Historia
Para 1922 se organizó un festival deportivo en a ciudad de Guadalajara, Jalisco, en la que participaron los clubes de Primera y Segunda Fuerza de la Liga Amateur de Jalisco, Dicho torneo se llevó a cabo en los terrenos de Paradero, siendo los locales quienes se alzarían con el triunfo final, en ese torneo dos equipos de la segunda fuerza se resaltaron, el Nacional que llegó hasta la final, y el Unión que le dio gran pelea a los grandes entre ellos al entonces campeón Guadalajara.
Esta hazaña hizo que ambas oncenas fueran consideradas para ser aceptadas en la Primera Fuerza, la temporada siguiente el Nacional del barrio de Mexicaltzingo fue aceptado, mientras que el Unión continuo en segunda. Al final de la temporada 1922-1923 el Club Veloz quedaría como último lugar del certamen con solo 4 puntos, estando al borde de su desaparición el señor Simón Satústregui, miembro del cuerpo de árbitros e identificado con el barrio del Algodonal, le hace la propuesta a los integrantes del Veloz para unirse con el Unión, dicha propuesta fue aceptada y en 1923 se forma el Club Marte del Barrio del Algodonal, dicho nombre se le dio en honor al Dios de la guerra.
El debut del Marte en Primera fue el 4 de noviembre de 1923, enfrentando al entonces campeón el Club Deportivo Guadalajara en el campo localizado en Unión y Bosque, el estadio lucía repleto después de que los rayados venían de haberse coronado por segunda ocasión consecutiva además de que se encontraban celebrando la inauguración de su alberca y su nueva cancha de fútbol recién empastada. El árbitro del encuentro fue Francisco Cuevas, jugador del Colón, y las alineaciones fueron las siguientes:
Guadalajara: Juan de Dios Peña, José Jesús Arias, Daniel "Chompas" Huerta, José Jesús Aceves, Juan Billón, Enrique Pellat, Gerónimo Prieto, Anastasio Prieto, Higinio "Perico" Huerta, Antonio Villalvazo y Eliseo "La Muerte" Orozco.

Marte: José Ramírez, Ricardo Cubeiro, J.E. García, Bernardino Hernández, Francisco Aguirre, Aristeo García, Pedro García, Jesús Romero, Francisco Ruvalcaba, Aurelio Delgado y Jesús Partida.
El partido terminó con un empate a un gol por bando, con goles de Higinio "Perico" Huerta por parte del Guadalajara y Pedro García por el Marte, siendo este marcador una gran sorpresa para el público que pensaba que el campeón acabaría rápido con el "benjamín" del torneo.
El torneo siguió su marcha y los marcianos lograron cosechar buenos resultados en su primera vuelta, perderían 1-0 frente al Nacional, le ganarían 2-1 al Colón y empatarían 0-0 con el Atlas. En la segunda vuelta le ganarían el Guadalajara por marcador de 2-0, después empataría con Atlas 1-1 y le ganaría al Nacional por marcador de 2-0, en este último encuentro hubo una tremenda bronca donde incluso se registraron heridos por balas. Se dio por terminada la liga el 6 de abril de 1924 y el Marte terminó como subcampeón aunque algunos colocan al Atlas como tal en dicho torneo.
En 1925 subieron al primer equipos dos jugadores que se convertirían en iconos del barrio del Algodonal, por primera vez alinearon Luis "Pichojos" Pérez e Ignacio "Calavera" Ávila con el Marte, grandes jugadores que después del CISMA de 1926 pasarían a formar parte de las filas del Club Deportivo Guadalajara. Tiempo después el Pichojos pasaría al Atlante y El Calavera se fue al Marte capitalino, pero se volverían a juntar en aquel famoso Necaxa de los 11 hermanos donde llegaron a jugar 9 tapatíos.
Para la temporada 1938-1939 surgieron nuevos valores deportivos como Teófilo García, Primitivo Flores y Ezequiel "Quielo" González, quienes lograron ser seleccionados por Jalisco en competencias nacionales, sobresaliendo el "Tilo" García quien fue considerado uno de los mejores extremos derechos del fútbol mexicano mientras estuvo con el Guadalajara. Durante esta década el equipo estuvo formador por Baudelio Guardado y José Montes como porteros, Pedtro Rodríguez, José González, Leopoldo García León, Pedro García, J. Jesús González, Alfonso Valerio, Armando Arceo, Antonio Razón, entre otros que jugaron en el campo.
En los años 1940s el equipo tuvo una reestructuración de jugadores, y por desgracia estos hundieron el popular once "algodonero" en los últimos lugares. En 1952 se jugó una liguilla por el no descenso, donde tuvieron que enfrentar al Atlético Latino en tres encuentros. El primero realizado en el Club Occidente terminó con marcador de 1-1, el segundo en Oblatos fue ganado 2-0 por los del Latino, y el tercero realizado en Atemajac fue ganado 4-0 por los del Marte, por lo que los colores blanco y negro del Marte continuaron jugando en primera fuerza.
El Marte sigue participando en ligas amateur del Oratorio San Luis, guardando con recelo sus 10 títulos conseguidos en la Primera Fuerza de la liga amateur.

## Mudanza de sede
Con el paso del tiempo el legendario equipo del Marte tuvo que abandonar aquellos polvorientos llanos en los que jugaba, a los cuales se les dio el nombre de "los campos de la carretera", pasó a jugar en el campo Ladrón de Guevara, y después tuvo que emigrar definitivamente hacia los campos del Oratorio San Luis debido a que los campos de juego fueron vendidos y se convirtieron en zonas residenciales.
Desde entonces la organización futbolera del Oratorio San Luis se convirtió en una de las principales canteras del fútbol jalisciense, todo empezó en el amanecer de los años sesenta cuando los padres Gómez y Sánchez Vargas encargados del Oratorio San Luis, dándose cuenta de la afición que reinaba entre la juventud de la barriada y emulando la obra de "Don Bozco", reunieron un grupo de jóvenes para evitar que jugarán en el arroyo de la calle, confeccionando una pequeña cancha de fútbol aledaña al templo.
Tiempo después el grupo de asiduos al fútbol se fue acrecentando y con más acento debido a que los domingos después de ir a Misa los asistentes practicaba el fútbol. De esta cantera han nacido jugadores como Daniel Guzmán Castañeda, Javier Ledesma, entre otros.